# Syllidia assimilis
Syllidia assimilis är en ringmaskart som först beskrevs av Pryde 1914.  Syllidia assimilis ingår i släktet Syllidia och familjen Hesionidae. Arten har ej påträffats i Sverige. Inga underarter finns listade i Catalogue of Life.